# حقیقت تنها پیروزی است ۲
حقیقت تنها پیروزی است ۲ (به هندی: Satyameva Jayate 2) فیلمی محصول سال ۲۰۲۱ و به کارگردانی میلاپ زاواری است. در این فیلم بازیگرانی همچون جان آبراهام، دیویا خوسلا کومار، هارش چاهایا، گائوتامی کاپور، ذاکر حسین، راجندرا گوپتا، شاد راندهاوا و نورا فتحی ایفای نقش کرده‌اند.
این فیلم دنباله معنوی فیلم حقیقت تنها پیروزی است محسوب می‌شود.